# ملکه: عشق و جنگ
ملکه: عشق و جنگ (کره‌ای: 간택 - 여인들의 전쟁; هانجا: 揀擇 - 女人들의 戰爭) یک مجموعهٔ تلویزیونی کره جنوبی سال ۲۰۱۹ با بازی جین سه یون، کیم مین-کیو، دو سانگ وو، لی یول-اوم و لی شی اون است. این مجموعه از ۱۴ دسامبر ۲۰۱۹ تا ۹ فوریه ۲۰۲۰، روزهای شنبه و یکشنبه ساعت ۲۲:۵۰ (کی‌اس‌تی) از تی‌وی چوسان برای ۱۶ قسمت پخش شد.

## خلاصه داستان
کانگ اون کی (جین سه یون) ملکه چوسان می‌شود. اون کی و پادشاه لی کیونگ (کیم مین-کیو) در رژه روز عروسی خود توسط قاتلان ناشناس مورد حمله قرار می‌گیرند و مورد اصابت گلوله قرار گرفته و کشته می‌شوند. با این حال، بعداً به دلیل ناشناخته‌ای شب هنگام، پادشاه مرده زنده می‌شود. آیا او قادر به دستگیری قاتلان خواهد بود؟

## بازیگران

### اصلی
- جین سه یون در نقش کانگ اون بو / کانگ اون کی[۲]
  - چوی میونگ-بین در نقش جوانی کانگ اون بو / کانگ اون کی
- کیم مین-کیو در نقش پادشاه لی کیونگ[۲]
  - پارک مین سو در نقش جوانی پادشاه لی کیونگ
- دو سانگ وو در نقش شاهزاده لی جه هوا[۲]
- لی یول-اوم در نقش جو یونگ جی[۲]
- لی شی اون در نقش وال[۲]
  - گیل جونگ وو در نقش جوانی وال